# Пондереј (Ајдахо)
Пондереј (енгл. Ponderay) град је у америчкој савезној држави Ајдахо.

## Демографија
По попису из 2010. године број становника је 1.137, што је 499 (78,2%) становника више него 2000. године.
| Група             | 2000.       | 2010.         |
| Белци             | 619 (97,0%) | 1.043 (91,7%) |
| Афроамериканци    | 3 (0,5%)    | 3 (0,3%)      |
| Азијати           | 7 (1,1%)    | 1 (0,1%)      |
| Хиспаноамериканци | 2 (0,3%)    | 48 (4,2%)     |
| Укупно            | 638         | 1.137         |